# Masakazu Ishiguro
Ishiguro Masakazu (石黒 正数, Masakazu Ishiguro), né le 8 septembre 1977 à Fukui, est un mangaka japonais. Il est connu pour être l'auteur des mangas A Journey beyond Heaven et Soredemo Machi wa Mawatteiru (ja).

## Biographie
Ishiguro est né à Fukui le 8 septembre 1977,, il a aimé les œuvres de Fujiko Fujio dans son enfance, en particulier Doraemon. Quand Ishiguro était au collège, son père a loué le film Akira dans un magasin de location et ils l'ont regardé ensemble. Ishiguro cite ce film comme une influence majeure sur son travail. Ishiguro a déclaré plus tard qu'en grandissant, il pensait que devenir un mangaka était « la seule voie à suivre ». Il a finalement obtenu son diplôme de l'Université des arts d'Osaka en 2001,.
Juste avant d'obtenir son diplôme, Ishiguro a soumis un one-shot nommé Hero au magazine Monthly Afternoon de Kōdansha, et il a remporté le Afternoon Shiki Award en 2000. Peu de temps après, il quitte le Monthly Afternoon et publie des one-shots et de courtes séries dans d'autres magazines,. En 2005, Il lance Soredemo Machi wa Mawatteiru, qui est adapté en dessin animé. En 2018, Ishiguro est revenu au Monthly Afternoon avec A Journey beyond Heaven, adapté lui aussi en dessin animée.

## Œuvres

### Séries
- Agape: Hanzai Kōshō Nin Ichi-jō Haruka (1999 - 2000, Monthly Comic Flapper, Media Factory).
- Soredemo Machi wa Mawatteiru (ja) (2005–2016, Young King OURs, Shōnen Gahōsha).
- Nemurubaka (2006–2008, Monthly Comic Ryū, Tokuma Shoten).
- Skygrazer (2008–2011, Mephisto, Kōdansha).
- Kyōko to Tōsan (2008–2010, Monthly Comic Ryū, Tokuma Shoten).
- Mokuyōbi no Furutto (2009–présent, Weekly Shōnen Champion, Akita Shoten).
- A Journey beyond Heaven (2018–présent, Monthly Afternoon, Kōdansha).
- Yankī Jō-chan no Futashikana Shinjitsu (2019–présent, Bessatsu Shōnen Champion, Akita Shoten).

### Anthologies
- Present for Me (2007, Shōnen Gahōsha).
- Tantei Kitan  (2007, Tokuma Shoten).
- Positive Sensei (2010, Tokuma Shoten).

## Récompense
- En 2013, il remporte le prix d'excellence du 17th Japan Media Arts Festival Manga Division pour Soredemo Machi wa Mawatteiru[9].
- En 2018, il remporte le prix du meilleur comic du 49th Seiun Award pour Soredemo Machi wa Mawatteiru (ja)[10]
- En 2019, il remporte la première place du meilleur manga pour les lecteurs masculins du Kono Manga ga Sugoi! pour A Journey beyond Heaven[11]
- En 2023, il remporte le prix du meilleur scénario au Japan Expo Awards pour A Journey beyond Heaven[12]